# フサイン・アル＝ムガフウィー
フサイン・アル＝ムガフウィ（アラビア語: حسين المقهوي、Housain Al-Mogahwi、1988年3月24日 - ）はサウジアラビア・ジッダ出身のサッカー選手。ポジションはMF。アル・アダラー所属。

## 経歴

### クラブ
2010年にファティフFCに加入し、2014年にはアル・アハリ・ジッダに引き抜かれた。

### 代表
2018 FIFAワールドカップを戦うサウジアラビア代表の本大会メンバーに選出された。

## 代表歴

### 出場大会
- サウジアラビア代表
  - 2018 FIFAワールドカップ

### 試合数
- 国際Aマッチ 32試合 2得点（2012年-2020年）[2]

| サウジアラビア代表 | 国際Aマッチ | 国際Aマッチ |
| 年                 | 出場        | 得点        |
| ------------------ | ----------- | ----------- |
| 2012               | 3           | 0           |
| 2013               | 1           | 0           |
| 2014               | 0           | 0           |
| 2015               | 3           | 0           |
| 2016               | 2           | 1           |
| 2017               | 4           | 0           |
| 2018               | 14          | 0           |
| 2019               | 4           | 1           |
| 2020               | 1           | 0           |
| 通算               | 32          | 2           |